# Son Ye-jin
Son Ye-jin (hangul: 손예진; rr: Son Ye-jin); nascida Son Eon-jin (hangul: 손언진; rr: Son Eon-jin) em 11 de janeiro de 1982, é uma atriz sul-coreana. Conquistou fama em filmes com temas românticos como The Classic (2003), Summer Scent (2003), A Moment to Remember (2004) e April Snow (2005). Ganhou reconhecimento por sua versatilidade em diversos gêneros, principalmente em Alone in Love (2006), My Wife Got Married (2008), The Pirates (2014) e os filmes de 2016, The Truth Beneath e The Last Princess. Son também é conhecida por seus papéis principais em dramas românticos, como Something in the Rain (2018), Crash Landing on You (2019-2020) e Thirty-Nine (2022).

## Carreira

### 2000–2005: Primeiros trabalhos e estrelato pan-asiático
Son Ye-jin foi a voz de Jung Mi-jo no filme Secret Park, de Park Ki-hyung, em 2000, e depois assumiu o papel principal em dramas televisivos como Delicious Proposal, Sun-hee and Jin-hee, e Great Ambition. Seu primeiro papel de destaque no cinema foi em Chi-hwa-seon de 2002 que foi exibido no Festival de Cannes e rendeu o prêmio de Melhor Diretor.
Son adquiriu popularidade através dos filmes Lover's Concerto (2002) e The Classic (2003). Ambos obtiveram recepção mediana na Coreia do Sul, e The Classic em particular - sendo um trabalho do diretor de My Sassy Girl, Kwak Jae-yong - recebeu ampla exposição em países como Hong Kong e China e lançou Son no estrelato pan-asiático. Além disso, ela solidificou ainda mais seu status de estrela da chamada onda coreana em 2003, assumindo a liderança do drama televisivo Summer Scent, a terceira parte da série Endless Love, da tetralogia temática de temporada, dirigido por Yoon Seok-ho.
Seus próximos dois filmes também desfrutaram de grandes êxitos na Ásia: A Moment to Remember (2004), baseado em uma famosa série japonesa, estabeleceu recordes de bilheteria no Japão e vendeu mais de dois milhões de ingressos na Coreia do Sul, enquanto April Snow (2005), também foi um sucesso no Japão e na China. Son, que adornou uma imagem pura e inocente em seus filmes, The Classic e A Moment to Remember, recebeu o título de "primeiro amor da nação" em seu país. 

### 2006–2015: Papeis no cinema de diversos gêneros
Son, em seguida, retirou sua imagem de boa garota em seus próximos projetos. Ela assumiu o papel de uma vigarista em The Art of Seduction, uma repórter ambiciosa em Spotlight, uma mulher fatal em Open City e uma divorciada no aclamado drama televisivo, Alone in Love. Em 2008, seu retrato de uma mulher poliândrica em My Wife Got Married, lhe conquistou o prêmio de Melhor Atriz no Blue Dragon Film Awards e em outras premiações locais. Depois de filmar o filme de mistério White Night, ela decidiu fazer um projeto mais divertido, então escolheu retornar a televisão na comédia romântica Personal Taste, seguida pelo filme de comédia romântica de terror Spellbound.
 

Em 2012, Son estrelou seu primeiro sucesso de bilheteria: The Tower, um remake do filme de desastre estadunidense de 1974, The Towering Inferno. No ano seguinte, ela retornou à televisão no drama de vingança Shark (também chamado de Don't Look Back: The Legend of Orpheus), e em seguida, estrelou Blood and Ties, um filme de suspense, onde interpretou uma filha que suspeita que seu pai esteja envolvido em um crime. 

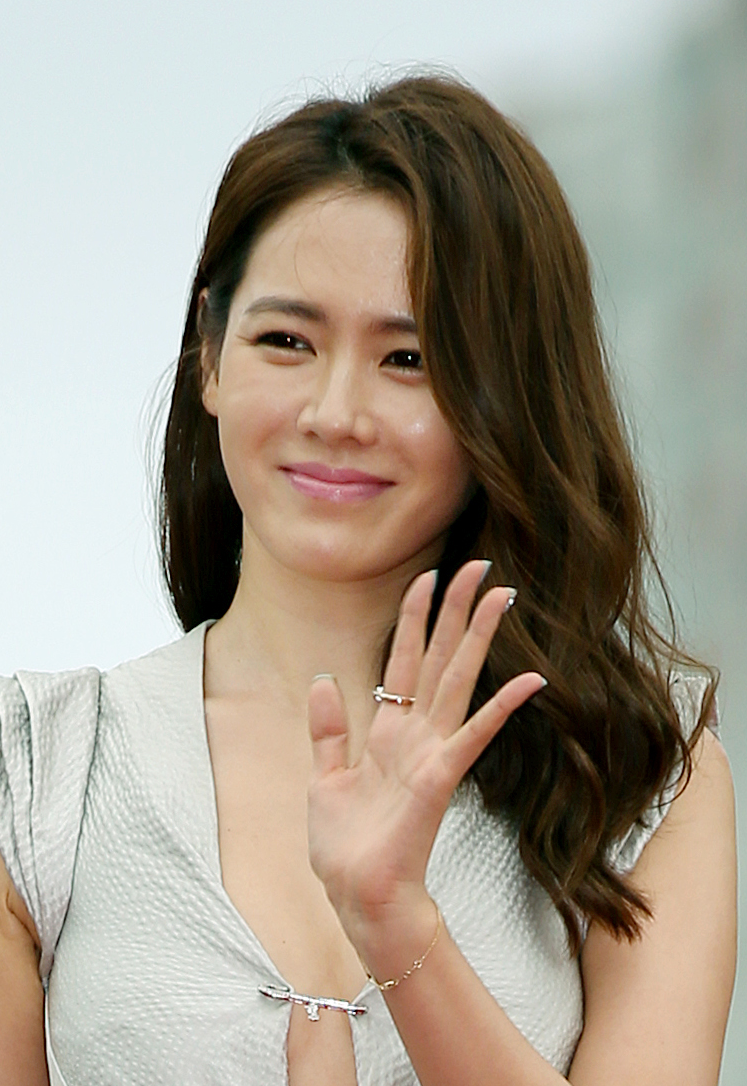
Son Ye-jin no Puchon International Fantastic Film Festival em julho de 2014.

Em 2014, Son estrelou o filme de aventura The Pirates, que recebeu críticas mistas, porém obteve êxito comercial e rendeu  a ela o prêmio de Melhor Atriz no Grand Bell Awards. Son também estrelou a comédia negra Bad Guys Always Die, uma co-produção chinesa-coreana.

### 2016–presente: Aclamação da crítica
Em 2016, Son estrelou o filme de suspense político The Truth Beneath, onde recebeu elogios por sua performance. Além disso, venceu o prêmio de Melhor Atriz nas premiações Buil Film Awards e Busan Film Critics Awards. Ela então interpretou a princesa Deokhye na cinebiografia The Last Princess, dirigida pelo diretor de April Snow, Hur Jin-ho. O filme recebeu críticas avaliações positivas da crítica e se tornou um sucesso de bilheteria, arrecadando US$ 40,35 milhões em todo o mundo.
Em 2018, Son estrelou o filme de romance Be with You, baseado no romance japonês de mesmo nome. No mesmo ano, ela retornou a televisão com o drama de romance da JTBC, Something in the Rain, após cinco anos sem trabalhos na televisão. O drama foi um sucesso comercial e Son recebeu críticas positivas por seu desempenho. Ela também estrelou o filme de suspense policial The Negotiation, interpretando uma profissional que trabalha para salvar reféns.
Em 2019, Son protagonizou uma herdeira rica que se apaixona por um oficial da Coreia do Norte, em Crash Landing on You da tvN.

## Vida pessoal
Son é católica e seu nome de batismo é Dominica.

### Relacionamento e casamento

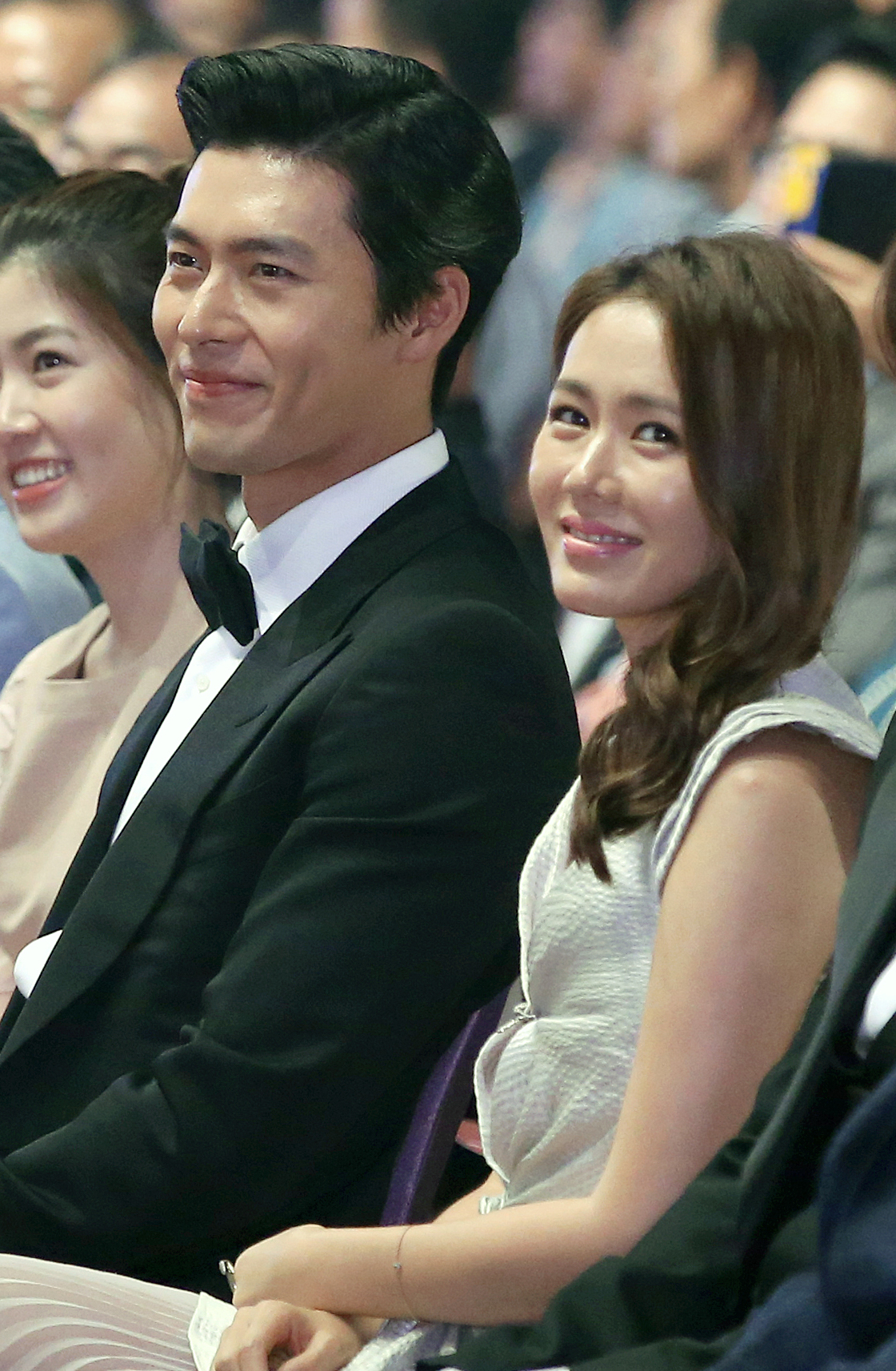
Son Ye-jin e Hyun Bin no Puchon International Fantastic Film Festival de 2014

Em 1 de janeiro de 2021, foi confirmado que Son está em um relacionamento com o ator Hyun Bin, com quem trabalhou no filme The Negotiation (2018) e na série de televisão Crash Landing on You (2019-2020), desde de 2022, após a conclusão de Crash Landing on You. Em 10 de fevereiro de 2022, Son e Hyun Bin anunciaram seu noivado em publicações em suas redes sociais. Eles se casaram ema cerimônia privada na Coreia do Sul, em 31 de março de 2022, com a presença dos pais e amigos de ambas as famílias. No dia 27 de junho de 2022 através da sua conta oficial no Instagram, Son anunciou que estava grávida de seu primeiro filho, no dia 27 de novembro a agência da atriz anunciou o nascimento da criança.

### Filantropia
Em 27 de fevereiro de 2020, Son doou 100 milhões de wons para o Community Chest of Korea em Daegu para ajudar a conter o avanço da COVID-19. Daegu é a cidade natal de Son.
Em 8 de março de 2022, Son e Hyun Bin doaram 200 milhões de wons para a Hope Bridge Disaster Relief Association no intuito de ajudar as pessoas afetadas pelo incêndio florestal, que se iniciou em Uljin, Gyeongbuk e se espalhou para Samcheok, Gangwon.

## Filmografia

### Filmes
| Ano  | Título em inglês           | Título original             | Papel                 | Ref.   |
| ---- | -------------------------- | --------------------------- | --------------------- | ------ |
| 2000 | Secret Tears               | 비밀                        |                       |        |
| 2002 | Chi-hwa-seon               | 취화선                      | So-woon               | [ 5 ]  |
| 2002 | Lover's Concerto           | 연애소설                    | Shim Soo-in/Gyung-hee | [ 7 ]  |
| 2003 | The Classic                | 클래식                      | Ji-hye/Joo-hee        | [ 8 ]  |
| 2003 | Crazy First Love           | 첫사랑 사수 궐기대회        | Ju Il-mae             | [ 59 ] |
| 2004 | A Moment to Remember       | 내 머리 속의 지우개         | Kim Su-jin            | [ 11 ] |
| 2005 | April Snow                 | 외출                        | Seo-young             | [ 15 ] |
| 2005 | The Art of Seduction       | 작업의 정석                 | Han Ji-won            | [ 17 ] |
| 2007 | Cheonnyeon-yeowoo Yeowoobi | 천년여우 여우비             | Yobi (voz)            | [ 60 ] |
| 2008 | Open City                  | 무방비 도시                 | Baek Jang-mi          | [ 19 ] |
| 2008 | My Wife Got Married        | 아내가 결혼했다             | Joo In-ah             | [ 22 ] |
| 2009 | White Night                | 백야행: 하얀 어둠 속을 걷다 | Yoo Mi-ho/Lee Ji-ah   | [ 61 ] |
| 2011 | Spellbound                 | 오싹한 연애                 | Kang Yeo-ri           | [ 62 ] |
| 2012 | The Tower                  | 타워                        | Seo Yoon-hee          | [ 63 ] |
| 2013 | Blood and Ties             | 공범                        | Jung Da-eun           | [ 64 ] |
| 2014 | The Pirates                | 해적: 바다로 간 산적        | Yeo-wol               | [ 65 ] |
| 2015 | Bad Guys Always Die        | 나쁜놈은 반드시 죽는다      | Ji-yeon               | [ 66 ] |
| 2016 | The Truth Beneath          | 비밀은 없다                 | Kim Yeon-hong         | [ 67 ] |
| 2016 | The Last Princess          | 덕혜옹주                    | Princesa Deokhye      | [ 68 ] |
| 2018 | Be with You                | 지금 만나러 갑니다          | Soo-ah                | [ 69 ] |
| 2018 | The Negotiation            | 협상                        | Ha Chae-yoon          | [ 70 ] |

### Televisão
| Ano       | Título em inglês                       | Título original        | Papel                                 | Emissora | Ref.   |
| --------- | -------------------------------------- | ---------------------- | ------------------------------------- | -------- | ------ |
| 2001      | Delicious Proposal                     | 맛있는 청혼            | Jang Hee-ae                           | MBC      | [ 71 ] |
| 2001      | Sun-hee and Jin-hee                    | 선희 진희              | Shim Sun-hee                          | MBC      | [ 3 ]  |
| 2002      | Great Ambition                         | 대망                   | Choi Dong-hee                         | SBS      | [ 4 ]  |
| 2003      | Summer Scent                           | 여름향기               | Shim Hye-won                          | KBS2     | [ 10 ] |
| 2006      | Alone in Love                          | 연애시대               | Yoo Eun-ho                            | SBS      | [ 72 ] |
| 2008      | Spotlight                              | 스포트라이트           | Seo Woo-jin                           | MBC      | [ 18 ] |
| 2010      | Personal Taste                         | 개인의 취향            | Park Kae-in                           | MBC      |        |
| 2011      | Secret Garden                          | 시크릿 가든            | Ela mesma (participação, episódio 20) | SBS      | [ 73 ] |
| 2013      | Don't Look Back: The Legend of Orpheus | 상어                   | Jo Hae-woo                            | KBS2     |        |
| 2018      | Something in the Rain                  | 밥 잘 사주는 예쁜 누나 | Yoon Jin-ah                           | JTBC     | [ 74 ] |
| 2019-2020 | Crash Landing on You                   | 사랑의 불시착          | Yoon Se-ri                            | tvN      | [ 48 ] |
| 2022      | Thirty-Nine                            | 서른, 아홉             | Cha Mi-jo                             | JTBC     | [ 75 ] |

## Prêmios e indicações
| Ano  | Prêmio                                                 | Categoria                                             | Trabalho indicado                    | Resultado | Ref.            |
| ---- | ------------------------------------------------------ | ----------------------------------------------------- | ------------------------------------ | --------- | --------------- |
| 2001 | MBC Drama Awards                                       | Melhor Atriz Revelação                                | Delicious Proposal                   | Venceu    | [ 76 ]          |
| 2002 | Korean Association of Film Critics Awards              | Melhor Atriz Revelação                                | Lovers' Concerto                     | Venceu    | [ 77 ]          |
| 2002 | Blue Dragon Film Awards                                | Melhor Atriz Revelação                                | Lovers' Concerto                     | Indicado  |                 |
| 2002 | Korean Film Awards                                     | Melhor Atriz Revelação                                | Lovers' Concerto                     | Indicado  |                 |
| 2003 | Korean Film Awards                                     | Melhor Atriz Revelação                                | The Classic                          | Indicado  |                 |
| 2003 | Grand Bell Awards                                      | Melhor Atriz Revelação                                | The Classic                          | Venceu    | [ 78 ]          |
| 2003 | Grand Bell Awards                                      | Prêmio de Popularidade                                | The Classic                          | Venceu    | [ 78 ]          |
| 2003 | Baeksang Arts Awards                                   | Melhor Atriz Revelação (Filme)                        | The Classic                          | Venceu    | [ 79 ]          |
| 2003 | Blue Dragon Film Awards                                | Prêmio de Estrela Popular                             | The Classic                          | Venceu    | [ 80 ]          |
| 2003 | KBS Drama Awards                                       | Prêmio de Excelência, Atriz                           | Summer Scent                         | Indicado  |                 |
| 2004 | Moscow International Love Film Festival                | Prêmio de Melhor Casal com Cho Seung-woo              | The Classic                          | Venceu    | [ 81 ]          |
| 2005 | Chunsa Film Art Awards                                 | Melhor Atriz                                          | April Snow                           | Indicado  |                 |
| 2005 | Blue Dragon Film Awards                                | Melhor Atriz                                          | April Snow                           | Indicado  |                 |
| 2006 | Asia Pacific Film Festival                             | Melhor Atriz                                          | April Snow                           | Venceu    | [ 82 ]          |
| 2006 | China Golden Rooster and Hundred Flowers Film Festival | Melhor Atriz em Filme Estrangeiro                     | A Moment to Remember                 | Venceu    | [ 83 ]          |
| 2006 | Korea International Jewelry & Watch Fair               | Dama de Melhor Joia                                   | —                                    | Venceu    |                 |
| 2006 | SBS Drama Awards                                       | Prêmio de Excelência Superior, Atriz                  | Alone in Love                        | Venceu    | [ 84 ]          |
| 2006 | SBS Drama Awards                                       | Top 10 Estrelas                                       | Alone in Love                        | Venceu    | [ 85 ]          |
| 2007 | Baeksang Arts Awards                                   | Melhor Atriz (TV)                                     | Alone in Love                        | Venceu    | [ 86 ]          |
| 2007 | Asia Model Festival Awards                             | Prêmio de Modelo Estrela                              | —                                    | Venceu    | [ 87 ]          |
| 2007 | Korea Fashion & Design Awards                          | Prêmio de Ícone Fashion                               | —                                    | Venceu    | [ 88 ]          |
| 2008 | Style Icon Awards                                      | Ícone de Estilo - Atriz                               | —                                    | Venceu    | [ 89 ]          |
| 2008 | Style Icon Awards                                      | Mulher Destemida e Divertida                          | —                                    | Venceu    | [ 89 ]          |
| 2008 | Korea Jewelry Awards                                   | Prêmio Diamante                                       | —                                    | Venceu    |                 |
| 2008 | Korea Best Dresser Awards                              | Melhor Bem Vestida - Estrela feminina de cinema       | —                                    | Venceu    | [ 90 ]          |
| 2008 | Blue Dragon Film Awards                                | Melhor Atriz                                          | My Wife Got Married                  | Venceu    |                 |
| 2008 | Blue Dragon Film Awards                                | Prêmio de Estrela Popular                             | My Wife Got Married                  | Venceu    | [ 91 ]          |
| 2008 | Blue Dragon Film Awards                                | Prêmio de Melhor Casal com Kim Joo-hyuk               | My Wife Got Married                  | Venceu    | [ 92 ]          |
| 2008 | University Film Festival of Korea                      | Melhor Atriz                                          | My Wife Got Married                  | Venceu    | [ 93 ]          |
| 2008 | Korean Film Awards                                     | Melhor Atriz                                          | My Wife Got Married                  | Indicado  |                 |
| 2009 | Asian Film Critics Association Awards                  | Melhor Atriz                                          | My Wife Got Married                  | Indicado  |                 |
| 2009 | Buil Film Awards                                       | Melhor Atriz                                          | My Wife Got Married                  | Indicado  |                 |
| 2009 | Baeksang Arts Awards                                   | Melhor Atriz (Filme)                                  | My Wife Got Married                  | Venceu    | [ 94 ]          |
| 2010 | Baeksang Arts Awards                                   | Prêmio InStyle                                        | —                                    | Venceu    | [ 95 ]          |
| 2010 | Asia-Pacific Producer's Network (APN) Awards           | Prêmio para Figura Asiática de Filme                  | —                                    | Venceu    | [ 96 ]          |
| 2010 | Seoul Arts & Culture Awards                            | Melhor Atriz                                          | White Night                          | Venceu    | [ 97 ] [ 98 ]   |
| 2010 | Blue Dragon Film Awards                                | Prêmio de Estrela Popular                             | White Night                          | Venceu    | [ 99 ]          |
| 2012 | Baeksang Arts Awards                                   | Melhor Atriz (Filme)                                  | Spellbound                           | Indicado  |                 |
| 2013 | KBS Drama Awards                                       | Prêmio Top Excelência, Atriz                          | Shark                                | Indicado  |                 |
| 2013 | KBS Drama Awards                                       | Prêmio de Excelência, Atriz em Drama de Duração Média | Shark                                | Indicado  |                 |
| 2014 | Bucheon International Fantastic Film Festival          | Prêmio Escolha do Produtor                            | —                                    | Venceu    | [ 100 ]         |
| 2014 | Korea Film Actors Association Awards                   | Prêmio de Top Estrela Coreana                         | The Pirates                          | Venceu    | [ 101 ]         |
| 2014 | Blue Dragon Film Awards                                | Melhor Atriz                                          | Blood and Ties                       | Indicado  |                 |
| 2014 | Grand Bell Awards                                      | Melhor Atriz                                          | The Pirates                          | Venceu    | [ 32 ]          |
| 2015 | Max Movie Awards                                       | Melhor Atriz                                          | The Pirates                          | Indicado  |                 |
| 2015 | Baeksang Arts Awards                                   | Melhor Atriz (Filme)                                  | The Pirates                          | Indicado  |                 |
| 2015 | KOPA & NIKON Press Photo Awards                        | Atriz de Maior Fotogenia                              | —                                    | Venceu    | [ 102 ]         |
| 2016 | Buil Film Awards                                       | Melhor Atriz                                          | The Truth Beneath                    | Venceu    | [ 103 ]         |
| 2016 | Korean Association of Film Critics Awards              | Melhor Atriz                                          | The Truth Beneath                    | Venceu    | [ 104 ]         |
| 2016 | Busan Film Critics Awards                              | Melhor Atriz                                          | The Truth Beneath                    | Venceu    | [ 105 ]         |
| 2016 | Women in Film Korea Awards                             | Melhor Atriz                                          | The Truth Beneath                    | Venceu    | [ 106 ] [ 107 ] |
| 2016 | Korean Film Producers Association Awards               | Melhor Atriz                                          | The Truth Beneath, The Last Princess | Venceu    | [ 108 ]         |
| 2016 | Blue Dragon Film Awards                                | Melhor Atriz                                          | The Last Princess                    | Indicado  | [ 109 ]         |
| 2016 | Blue Dragon Film Awards                                | Prêmio de Estrela Popular                             | The Last Princess                    | Venceu    | [ 110 ]         |
| 2016 | Grand Bell Awards                                      | Melhor Atriz                                          | The Last Princess                    | Venceu    | [ 111 ]         |
| 2017 | KOFRA Film Awards                                      | Melhor Atriz                                          | The Last Princess                    | Venceu    | [ 112 ]         |
| 2017 | Asian Film Awards                                      | Melhor Atriz                                          | The Last Princess                    | Indicado  | [ 113 ]         |
| 2017 | Baeksang Arts Awards                                   | Melhor Atriz (Filme)                                  | The Last Princess                    | Venceu    | [ 114 ]         |
| 2017 | Chunsa Film Art Awards                                 | Melhor Atriz                                          | The Truth Beneath                    | Venceu    | [ 115 ]         |
| 2018 | Baeksang Arts Awards                                   | Melhor Atriz (Filme)                                  | Be with You                          | Indicado  | [ 116 ]         |
| 2018 | The Seoul Awards                                       | Melhor Atriz (Filme)                                  | Be with You                          | Venceu    | [ 117 ]         |
| 2018 | The Seoul Awards                                       | Prêmio de Popularidade (Filme)                        | Be with You                          | Venceu    | [ 118 ]         |
| 2018 | The Seoul Awards                                       | Melhor Atriz (Drama)                                  | Something in the Rain                | Indicado  | [ 119 ]         |
| 2018 | Seoul International Drama Awards                       | Atriz Coreana Excepcional                             | Something in the Rain                | Venceu    | [ 120 ]         |
| 2018 | APAN Star Awards                                       | Grande Prêmio (Daesang)                               | Something in the Rain                | Indicado  | [ 121 ]         |
| 2018 | Korean Popular Culture & Arts Awards                   | Recomendação do Primeiro Ministro                     | —                                    | Venceu    | [ 122 ]         |
| 2018 | Elle Style Awards                                      | Super Ícone (feminino)                                | —                                    | Venceu    | [ 123 ]         |
| 2019 | Asian Television Awards                                | Melhor Atriz de Papel Principal                       | Something in the Rain                | Indicado  | [ 124 ]         |
| 2020 | Baeksang Arts Awards                                   | Melhor Atriz (TV)                                     | Crash Landing on You                 | Indicado  | [ 125 ]         |
| 2020 | Baeksang Arts Awards                                   | Prêmio de Popularidade                                | Crash Landing on You                 | Venceu    | [ 126 ]         |